# Linda Kasonde
Pour les articles homonymes, voir Kasonde.
Linda Kasonde est une juriste zambienne et associée chez Mulenga Mundashi Kasonde Legal Practitioners. Elle s'est fait connaître en tant que première femme élue présidente de la Law Association of Zambia (LAZ) et pour sa défense des droits de l'homme.

## Formation
Kasonde obtient son diplôme LLB en droit de l'Université de Leicester en Angleterre en 2000. Par la suite, elle est admise au barreau zambien en 2001. Elle obtient sa maîtrise en droit (LLM) à orientation commerciale en 2007 à l'université du Cap en Afrique du Sud. Linda Kasonde est également diplômée en 2013 du Harvard Leadership in the 21st Century Executive Program.

## Carrière
Après avoir été admise au Barreau zambien en 2001 , Kasonde commence à travailler comme avocate à la Clinique nationale d'aide juridique pour les femmes et elle est ensuite embauchée par Mulenga Mundashi & Company en 2004. C'est dans ce cabinet d'avocats qu'elle devient plus tard la première femme en Zambie à être promue associée nommée dans un cabinet d'avocats établi et internationalement reconnu.
En avril 2016, Kasonde est élue présidente de la Law Association of Zambia (LAZ) par les membres de l'association lors de sa cinquième conférence annuelle. Au cours des deux années suivantes, elle devient une figure bien connue en Zambie pour avoir utilisé sa plateforme publique en tant que présidente de la LAZ pour défendre résolument la démocratie constitutionnelle, les libertés civiles et l'état de droit. Dans ce rôle, elle suscite des controverses occasionnelles car les représentants du gouvernement estiment qu'elle est trop politique, en particulier lorsqu'elle attire l'attention sur des allégations de violations constitutionnelles par les autorités au pouvoir.
Un an après son élection, en avril 2017, Kasonde est repoussée par le public lorsque l'avocat de Lusaka, Kelvin Fube Bwalya, dépose une motion de censure contre le Conseil de la LAZ sous sa direction. Fube, un membre éminent du Front patriotique au pouvoir, accuse le Conseil LAZ dirigé par Kasonde de n'avoir pas réussi à gérer efficacement l'association et a par conséquent appelé à sa suppression. Lors d'une assemblée générale extraordinaire convoquée pour discuter de la question, la proposition de Fube a rencontré une forte opposition de la part des autres membres de la LAZ présents, un développement qui l'a incité à retirer la motion avant que le vote puisse avoir lieu.
Kasonde démissionne de son poste de présidente de la LAZ en avril 2018 à la fin de son mandat, même si elle était éligible pour en chercher un autre. Elle retourne à la pratique privée et continue de s'impliquer dans les activités de la société civile. Elle est élue vice-présidente de la Commonwealth Lawyers Association en 2019.
En septembre 2019, Kasonde lance l'organisation de la société civile, Chapter One Foundation. Selon Linda Kasonde, Chapter One Foundation est née de la menace croissante qui pèse sur les droits de l'homme, le constitutionnalisme et l'État de droit en Zambie.

## Distinctions
Kasonde reçoit le prix Epic Alumni pour "Women Inspiring Women" à l'IE Business School. Elle reçoit également le prix de la justice Irene Chirwa Mambilima de la Société zambienne pour l'administration publique en 2016.